# Glaciar Greenwell
El glaciar Greenwell es un gran glaciar tributario en la Antártida.
El glaciar mide 67 km de largo, y fluye en dirección noroeste entre la cordillera Mirabito y la cordillera Everett para ingresar en el glaciar Lillie por debajo del monte Works, en la zona noroeste de la tierra de Victoria. El glaciar fue incorporado a los mapas por el United States Geological Survey a partir de relevamientos y fotografías aéreas de la U.S. Navy, 1960–63, y fue nombrado por el Comité Consultivo sobre Nomenclatura Antártica en honor al comandante Martin D. Greenwell de la U.S. Navy, Comandante del Escuadrón Antártico VX-6, 1961–62. El glaciar se encuentra situado en la costa Pennell, un sector de la Antártida que se encuentra entre el cabo Williams y el cabo Adare.